# Міжнародні відносини Австрії
Австрія — невелика центральноєвропейська держава з високими економічними показниками, які забезпечують їй авторитет серед членів ЄС і вплив на міжнародній арені. За даними Євростату, 2015 року за величиною валового внутрішнього продукту на душу населення Австрія посідала п'яте місце серед країн Євросоюзу.

## Політика
Зовнішня політика Австрії все ще перебуває під сильним впливом післявоєнного досвіду, коли у жовтні 1955 року після десятирічної окупації чотирма державами-переможницями у Другій світовій війні Федеральні збори ухвалили конституційний закон, у якому країна оголосила «з власної волі свій вічний нейтралітет», а в другому розділі цього закону говорилося, що «в усі майбутні часи Австрія не буде вступати в жодні військові союзи і не дозволить створення будь-яких іноземних військових баз на своїй території». Відтоді у міжнародних відносинах держава сповідує політику нейтралітету, який розглядається як гарантія та передумова незалежності та суверенітету Австрії. В умовах «холодної війни» саме нейтральний статус дав змогу затиснутій між військовими потугами Варшавського договору і НАТО державі відновити свою державність і вистояти.
Австрійську зовнішню політику можна схарактеризувати як інертну, а її зовнішньополітичний курс відзначається відсутністю чітких орієнтирів і зовнішньополітичних амбіцій, які Австрія компенсує потужними економічними інтересами. Таким чином мета австрійської дипломатії нині полягає у просуванні австрійського експорту, освоєнні нових ринків та залученні австрійського бізнесу до вигідних інвестиційних проєктів за кордоном.
Регіоном, що становить для Австрії найбільший інтерес, є Західні Балкани, а їхня інтеграція в ЄС — це пріоритет австрійської зовнішньої політики. Офіційний Відень, який активно сприяв Словенії та Хорватії набути членства в ЄС, сьогодні розширив коло своїх інтересів на Балканах, включивши до нього всі республіки колишньої Югославії та Албанію.
Після падіння східноєвропейських комуністичних режимів Австрія, ще сама не бувши членом ЄС, взяла на себе роль посередниці між західною та східною частинами Європи. Відень прагнув стати своєрідним місточком для демократизації держав по той бік «залізної завіси», тим самим народи, що колись складали величезну Габсбурзьку імперії, завдяки активним зусиллям їхньої колишньої метрополії «наверталися» до європейської сім'ї. Частиною цього процесу була і Україна, поки обстановка на Балканах цілковито не поглинула увагу австрійського керівництва. Проте, станом на середину 2010-х, відзначається посилення активності австрійської дипломатичної служби у державах Східного партнерства, зараховуючи східне сусідство ЄС до кола своїх пріоритетів. При цьому Австрія намагається розмежовувати свої відносини з різними країнами, триматися подалі від будь-яких протистоянь і підтримувати зв'язки з найширшим колом партнерів.
Намагання «дружити з усіма» є практичним вираженням ключового елементу австрійського політичного світогляду — нейтралітету. Нейтральна Австрія, цінуючи над усе стабільність, негативно ставиться до будь-яких геополітичних рішень, що її підважують. Дебати щодо можливого членства Австрії в НАТО, які тривали десятиліттями після розпаду СРСР, похитнули внутрішньополітичну стабільність держави. Попри це австрійський нейтралітет зовсім не означає, що країна стоїть осторонь пекучих міжнародних проблем. Зокрема, вона готова долучатися до військових операцій за кордоном, якщо на те є мандат ООН. 1991 року Австрія надала права на проліт над своєю територією в рамках санкціонованих Організацією Об'єднаних Націй дій проти Іраку. Країна почала переглядати своє визначення нейтралітету. З 1995 року розглядалася можливість участі у структурі безпеки ЄС, що зароджувалася. Також 1995 року Австрія приєдналася до Партнерства заради миру, а згодом брала участь у миротворчих місіях у Боснії. Упродовж 1996 року активізувалося обговорення можливого членства Австрії в НАТО. Проте СДП і Партія Свободи вважають, що збереження нейтралітету є наріжним каменем зовнішньої політики Австрії, і більшість населення загалом підтримує цю позицію. Нині в Австрії склався негативний консенсус і в питанні членства в НАТО, і відносно Альянсу як такого, а розширення НАТО на Схід розцінюється як помилка, що «спровокувала Росію», тим-то курс України на поглиблення співпраці з НАТО сприймають у Відні як деструктивну і небезпечну позицію.
Австрію зараховують до клубу прихильників Росії в ЄС. Відень був першою європейською столицею, яка приймала В. Путіна після захоплення Криму. Австрійсько-російська дружба тримається на трьох стовпах: економічні інтереси, енергетика та подібність поглядів на низку питань міжнародної політики. Австрія була також серед тих держав-членів ЄС, які висловлювали найбільший скептицизм щодо запровадження секторальних санкцій проти Росії. Однак виступаючи проти тих чи інших рішень Брюсселя, Австрія намагається уникати відкритої конфронтації і рухається у фарватері Берліна, не ламаючи європейської єдності.
У лютому 2000 року зовнішні відносини Австрії постраждали від внутрішньої політики, коли після парламентських виборів 1999 Австрійська народна партія утворила коаліцію з праворадикальною Партією Свободи. Тоді європейські уряди наклали дипломатичні санкції, а Сполучені Штати відкликали свого посла. Санкції було знято у вересні 2000 року після того, як комісія з трьох осіб оцінила права людини та політичне життя в Австрії. У листопаді 2000 року США і Австрія нормалізували свої відносини.
Зараз Австрія переживає переломний період, пов'язаний із кінцем так званої «ери великих коаліцій». Падіння рейтингу двох головних політичних сил — Народної партії та Соціал-демократичної партії — супроводжується ростом популярності праворадикальної Партії Свободи, яка вчасно розгадавши побоювання і уподобання виборців, почала апелювати до традиційних християнських цінностей із додаванням антиемігрантських і антинатовських посилів та жорсткої критики ЄС, що вкупі із потужними фінансовими вливаннями, перетворило нових австрійських ультраправих на відданих союзників Кремля.

## Міжнародна роль
Австрійські керівники наголошують на унікальній ролі, яку держава відіграє як хаб між Сходом і Заходом і як модератор між промислово розвиненими країнами та країнами, що розвиваються. Австрія бере активну участь в роботі ООН і має досвід миротворчих зусиль під егідою цієї організації. Вона надає великого значення участі в Організації економічного співробітництва та розвитку та інших міжнародних економічних організаціях, а також відіграє активну роль в ОБСЄ.
У Відні знаходиться Секретаріат ОБСЄ та штаб-квартира Міжнародного агентства з атомної енергії, Організації промислового розвитку ООН та Програми ООН з контролю над наркотиками. До числа інших міжнародних організацій, що базуються у Відні, входять Організація країн-експортерів нафти, Організація міжнародних економічних відносин (OiER) та Міжнародний інститут прикладного системного аналізу. Нещодавно до цього списку додалися Підготовча комісія Організації Договору про всеосяжну заборону ядерних випробувань та Вассенаарські угоди (агентство контролю за передачею технологій). Окрім того, у столиці австрійської землі Тіроль Інсбруку розташувався Постійний секретаріат міжнародного територіального договору про сталий розвиток Альп під назвою Альпійська конвенція.